# Calumma crypticum
Calumma crypticum (Хамелеон загадковий) — вид ящірок родини Хамелеонові (Chamaeleonidae).

## Поширення
Вид є ендеміком Мадагаскару. Він широко поширений на сході острова у лісових масивах. Є ізольована популяція на заході країни у заповіднику Амбохітантелі (Ambohitantely).

## Спосіб життя
Це лісовий хамелеон, який зустрічається на висотах 1050—1850 м над рівнем моря, де він більш поширений у напіввідкритих місцях, пов'язаних з стежинками, прогалинами і річками.